# Lockport (New York)
Lockport è una città dello stato americano di New York, nella contea di Niagara.